# Проміжне споживання
Проміжне споживання — це витрати на товари та послуги (сировину, паливо, електроенергію, поточний ремонт, послуги транспорту тощо), які були використані статистичними одиницями для виробничих потреб.
Проміжне споживання відображає вартість товарів і послуг, використаних у процесі виробництва (за винятком основних засобів, використання яких враховується як споживання основного капіталу).
Проміжне споживання включає такі елементи:
1. матеріальні витрати;
2. оплату нематеріальних послуг (включаючи витрати на відрядження в частині оплати проїзду та послуг готелів).

До складу матеріальних витрат включається вартість витрачених у виробництві: сировини і матеріалів, напівфабрикатів та комплектуючих, палива і електроенергії, будівельних матеріалів, запасних частин, тари і тарних матеріалів, інші матеріальні витрати.
Не включаються до матеріальних витрат вартість придбаного для перепродажу товару та вартість покупних матеріалів (електроенергії, газу, нафтопродуктів тощо), які реалізуються без додаткової обробки на даному підприємстві.
Оплата нематеріальних послуг включає: послуги транспорту (вантажного і пасажирського), послуги пошти і зв'язку, діяльності у сфері інформатизації, послуги освіти тощо.
Поряд з прямою оплатою фінансових послуг проміжне споживання включає непрямо вимірювану оплату послуг фінансового посередництва.